# Jean-Luc Raharimanana

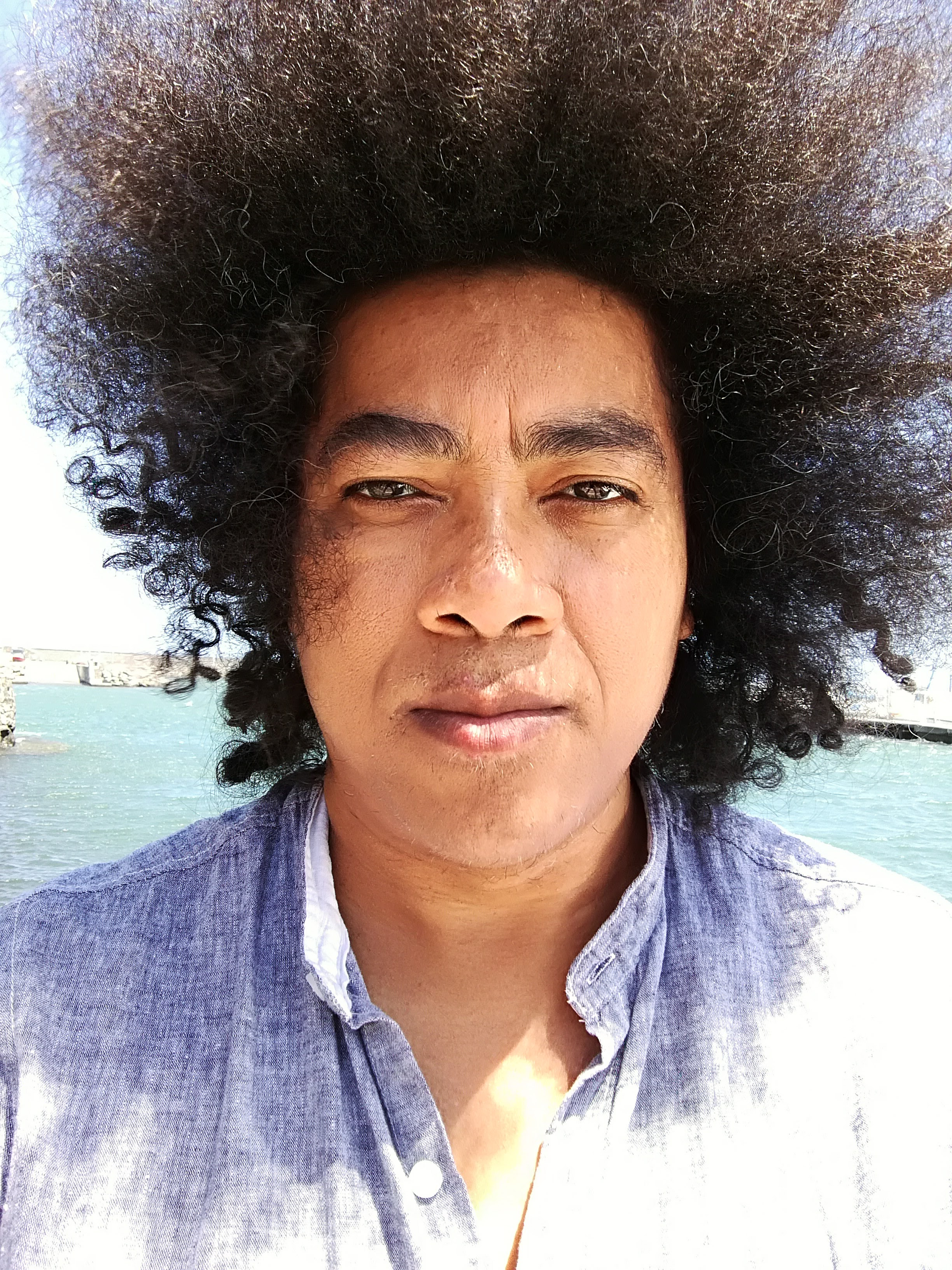
Jean-Luc Raharimanana (2017)

Jean-Luc Raharimanana (* 26. Juni 1967 in Antananarivo, Madagaskar) ist ein madagassisch-französischer Romanautor, Essayist, Dichter, Dramatiker sowie Autor und Regisseur von Theaterstücken.

## Leben
Sein Vater Patrick Vénance Raharimanana war Professor für Geschichte an der Université d’Antananarivo und politischer Aktivist. Die Vorfahren seines Vaters sind „Karana“, Nachfahren von Einwanderern in Madagaskar aus Indien. Seine Mutter, eine Sakalava, ist wiederum über ihren Vater bretonischer Abstammung. Jean-Luc Raharimanana wurde 1987 mit dem Poesiepreis Jean-Joseph Rabearivelo-Prix für frühe Gedichte ausgezeichnet. In Antananarivo an der Universität studierte er Literatur. Im Anschluss beteiligte er sich an einer Theatergruppe. Mit dem Tchicaya U Tam’si Prize for African Poetry wurde er 1990 für sein erstes Werk Le Prophète et le Président (1989) ausgezeichnet. Die Aufführung wurde jedoch von den staatlichen Behörden Madagaskars verboten. Finanziert durch ein Stipendium von Radio France Internationale konnte er ab dem Alter von 22 Jahren in Paris studieren und am Institut national des langues et civilisations orientales (Inalco) sein Studium in Geschichte abschließen. Später arbeitete er als Lehrer und Journalist. Da sein Vater 2002 – kurz vor dem beginnenden Bürgerkrieg beim Regierungswechsel von Didier Ratsiraka zu Marc Ravalomanana nach einer Radioansprache in Mahajanga – verhaftet und im Gefängnis gefoltert wurde, kehrte er für eine Zeit nach Madagaskar zurück.
2017 publizierte Raharimanana ein Buch über den Madagaskar-Aufstand 1947/48 unter dem Titel Nour, 1947. In dem autobiografisch basierten Roman Zurückkehren (2018) schildert er seine Kindheitserfahrungen in Madagaskar. Eingeladen über die Bayreuth International Graduate School of African Studies hatte er im Dezember 2021 einen Auftritt in Bayreuth, wobei er begleitet durch das Spiel der Marovany, einer madagassischen Kofferzither, Auszüge seiner Bücher darbot.
Obwohl zu Madagaskars Nationalsprache das Standard-Malagasy Merina bestimmt wurde, gehört Raharimanana – dessen „Muttersprache“ das im Norden der Insel gesprochene Antakarana ist – zu den Autoren, die trotzdem weiterhin auf Französisch schreiben. Er begründet seine Absage an die Einheitssprache mit politischer Motivation. Sie sei die Sprache der Politiker Madagaskars und es wäre „ein Desaster, wenn sich diese Einheitssprache in sämtlichen kulturellen Bereichen durchsetzen würde“. Als weiteren Grund französisch zu schreiben gibt er an, dass er weder in seiner „Muttersprache“, noch in der Einheitssprache die Möglichkeit findet, sich über Sexualität zu äußern, da protestantische Missionare sie „gesäubert“ haben. In seinem Roman Haut der Nacht (1997) spielen Sexualität und sexuelle Gewalt eine große Rolle. Werke von Raharimanana sind in Deutsch, Englisch, Italienisch und Spanisch übersetzt.

## Werke (Auswahl)
- Haut der Nacht.  Horlemann, Unkel/Rhein 1997, ISBN 978-3-89502-062-9.
- Nour, 1947, Le Serpent a` Plumes, Paris 2001 ISBN 2-84261-248-5
- Zurückkehren. Ein Roman aus Madagaskar, Edition Noack & Bloc, Berlin 2022, ISBN 978-3-86813-128-4.